# Панорамный кинематограф
Панора́мный кинемато́граф, Синера́мное кино́ — кинематографические системы, основанные на разделении изображения на несколько частей, каждая из которых снимается своим объективом на отдельную киноплёнку Характерной особенностью панорамного кино был большой горизонтальный угол поля зрения кинокамеры и сильно изогнутый экран цилиндрического профиля с таким же углом обзора, превышающим поле зрения человека. 
Первым прототипом панорамного кино считается трёхэкранная «Поливизия» (фр. Polyvision), созданная в 1927 году Абелем Гансом для съёмки и демонстрации фильма «Наполеон». Наиболее бурное развитие началось после 1952 года с изобретением киносистемы «Синерама». 
Совершенствование широкоформатного кино и появление формата IMAX привели к отказу от панорамных технологий вследствие их дороговизны и несовместимости с массовой киносетью. Небольшое количество фильмов, снятых в панорамных системах, как в СССР, так и за рубежом, чаще всего перепечатывались на широкие форматы киноплёнки для демонстрации в традиционных кинотеатрах. В настоящее время технология не используется.

## Особенности панорамного кино
По сравнению с обычными системами кинематографа с небольшим экраном, рассматриваемым издалека, панорамные обеспечивают условия наблюдения изображения, близкие к жизни. Большие углы обзора по вертикали, и особенно по горизонтали делают границы кадра малозаметными, а угловые размеры снятых объектов близкими к условиям их непосредственного наблюдения. Устройство киносъёмочных аппаратов с несколькими объективами позволяло получать неискажённый панорамный обзор больших пространств, недоступный обычным камерам даже со сверхширокоугольной оптикой. Многоканальное звуковое сопровождение дополняет «эффект погружения», позволяя звуку следовать за изображением звучащего объекта. Первый опыт создания панорамной кинематографической системы принадлежит французскому кинорежиссёру Абелю Гансу, снявшему в 1927 году фильм «Наполеон» по системе «Поливижн» (англ. Polyvision) с помощью трёх синхронизированных киносъёмочных аппаратов. Однако, своим коммерческим успехом панорамное кино обязано бурному развитию цветного телевидения в США в 1950 годах и резкому снижению посещаемости кинотеатров.
Главным недостатком всех панорамных киносистем считается невозможность избавиться от заметности стыков частичных изображений. У этого явления несколько причин: неизбежная разница в оптической плотности и цветопередаче разных плёнок фильмокопии, отличия световой отдачи и цветности разных кинопроекторов, а также видимость мест перекрытия на экране. Прямые линии, расположенные неперпендикулярно к оптической оси центрального объектива, в месте стыка изображений «переламываются», нарушая цельность панорамы. Неточность транспортировки на шаг кадра и разница в усадке киноплёнок приводит к видимой взаимной неустойчивости соседних изображений. При повреждении одной из плёнок панорамной фильмокопии, вместо утерянных кадриков приходилось вклеивать пустой ракорд, или вырезать такую же длину на трёх других плёнках (на двух киноплёнках и магнитной ленте фонограммы). В противном случае синхронизация фильма нарушалась.
Кроме того, несмотря на предельно малые размеры съёмочных объективов и небольшое расстояние между ними, параллакс соседних изображений неустраним. В связи с этим полное совпадение изображений на месте стыка возможно лишь на определённом наивыгоднейшем расстоянии. Дальше этой дистанции находится узкая зона, в которой перекрытие поля зрения объективов отсутствует, а ближе него предметы могут двоиться. Перечисленные обстоятельства делают невозможным применение вариообъективов и накладывают ограничения на движение и расположение камеры. Съёмка 3D-фильмов этого формата потребовала бы шести киноплёнок и ещё большего усложнения киносъёмочного и кинопроекционного оборудования.
Все эти недостатки устранимы только при съёмке одним объективом на общую киноплёнку, и предопределили дальнейший отказ от панорамных систем в пользу широкоформатных.

## Cinerama
В 1952 году американским кинозрителям была представлена первая коммерчески успешная панорамная киносистема «Синерама» (англ. Cinerama). Её авторы — Фред Уоллер и Хазард Ривс (англ. Hazard E. Reeves). Слово Cinerama является комбинацией английских слов Cinema (кинематограф) и Panorama.
Съёмка фильма велась специальным киносъёмочным аппаратом с тремя синхронизированными лентопротяжными трактами и тремя киноплёнками. Изображения на плёнках строили три объектива Eastman Kodak с фокусным расстоянием 27 мм, каждый из которых обеспечивал горизонтальный угол поля зрения 50°. Угол между оптическими осями объективов камеры составлял 48° с таким расчётом, чтобы получаемые изображения обеспечивали взаимное перекрытие в пределах 2°. Фильмовые каналы для киноплёнок расположены так, чтобы оптические оси объективов пересекались в одной точке перед камерой. В итоге, киноплёнка и объектив, расположенные слева, были повернуты вправо и снимали правую часть общей картины. На правую плёнку снималась левая часть широкоэкранного изображения, а на среднюю — центральная. 
Система оснащалась общим обтюратором, расположенным в точке пересечения оптических осей объективов перед камерой. Этим обеспечивалось одновременное экспонирование всех трёх плёнок. Шаг кадра на стандартной 35-мм киноплёнке составлял 6 перфораций, что в полтора раза больше стандартного в 4 перфорации. В результате размер кадрика на каждой из трёх плёнок составлял 25,32 мм в ширину и 28,35 мм в высоту, что давало огромную суммарную площадь негатива 71,3×27,4 мм, превосходящую любой широкоформатный кадр, за исключением IMAX. Частота съёмки и проекции «Синерамы» равнялась 26 кадрам в секунду, за исключением двух последних фильмов, когда она была выбрана стандартной для звукового кино: 24 кадра в секунду. Изображения с трёх киноплёнок совмещались только на экране, давая горизонтальный угол обзора в 146°, превосходящий человеческое поле зрения, включая периферийное. Для уменьшения самозасветки боковые части экрана выполнялись из отдельных узких полос.

## Super Cinerama и Super Cinerama 70
Большинство первых кинотеатров системы «Синерама» были переоборудованы из обычных кинозалов с заменой экрана на более широкий. В 1962 году в Денвере был построен первый кинотеатр Cooper, получивший обозначение «Супер Синерама» (англ. Super Cinerama). Отличие от обычной «Синерамы» состояло в том, что экран теперь занимал всю высоту зала от пола до потолка, а также совпадал по ширине с помещением. В результате достигался эффект «прозрачной стены», усиливающий ощущение погружения зрителей в сюжет фильма. В дальнейшем панорамные кинотеатры стали строиться только по такому принципу.
В 1963 году компанией «Синерама Корпорейшн» был разработан широкопленочный вариант «Синерамы» — «Супер Синерама 70», в котором вместо трёх стандартных киноплёнок 35-мм использовались три киноплёнки шириной 70-мм. Это было ответом на развитие широкоформатного кинематографа. «Супер Синерама 70» за счёт использования широкой плёнки обеспечивала горизонтальный угол обзора в 220°, что значительно превосходило традиционный вариант, обеспечивавший только 146°. Во время показа фильма, снятого по этой системе на Международной выставке в Лозанне в 1964 году, использовался экран 8-метровой высоты и 50-метровой ширины.

## Ultra Cinerama
Одновременно с «Супер Синерамой» компания разработала систему «Ультра Синерама», основанную на одной широкоформатной плёнке, съёмка на которую велась сверхширокоугольным объективом. Для демонстрации на сильно изогнутом экране в фильмокопию при печати вносились предыскажения, которые компенсировали кривизну экрана и позволяли получить неискажённую проекцию. Первым фильмом, снятым по системе «Ультра Синерама», стала картина «Этот безумный, безумный, безумный, безумный мир». Аналогичная технология использовалась в ранних вариантах некоторых широкоформатных киносистем, таких как «Тодд АО» и «Супер Панавижн 70». Со временем этот способ проекции вышел из употребления, уступив место широкоформатному кино с плоским экраном, пригодным для демонстрации фильмов любых форматов.

## Кинопанорама (СССР, 1957 г.)
Советская «Кинопанорама» была разработана в московском Научно-исследовательском кинофотоинституте (НИКФИ) на основе системы «Синерама» под руководством Е. М. Голдовского и представлена в 1957 году. По сравнению с американской системой, «Кинопанорама» получила серьёзные усовершенствования, позволяющие в частности, использовать оптику различных фокусных расстояний и повышать яркость экрана за счёт работы дуговых проекционных ламп в штатном режиме вместо экономичного. Фильмокопии советской киносистемы были полностью совместимы с западным проекционным оборудованием. В некоторых странах они демонстрировались под брендом Soviet Cinerama. 
В СССР для демонстрации панорамных фильмов были построены кинотеатры в Москве и Киеве, а затем в Ленинграде и других городах. На момент открытия 28 февраля 1958 года московский кинотеатр «Мир» на Цветном бульваре был крупнейшим в Европе, а по размеру экрана (350 м2) — крупнейшим в мире.

## Cinemiracle
Киносистема «Синемирэкл» (англ. Cinemiracle), разработанная компанией Smith-Dietrich Corporation, была аналогична «Синераме» и обеспечивала такое же изображение с трёх плёнок, но отличие состояло в том, что съёмка велась не одним трёхплёночным аппаратом, а комбинацией из трёх обычных камер Mitchell NC, установленных на общей раме и снимающих боковые части изображения через специальные зеркала. Разработчики считали, что использование зеркал делает стыки изображения менее заметными.
Система использовала такие же размеры кадра на плёнке, что и «Синерама» и те же съёмочные объективы Eastman Kodak с фокусным расстоянием 27 мм. Отличие состояло в возможности фокусировки при помощи общего электропривода, тогда как у «Синерамы» все объективы имели постоянную фокусировку на гиперфокальное расстояние. Проекция фильмов «Синемирэкл» велась из одной аппаратной тремя кинопроекторами через зеркала, аналогичные применяемым при киносъёмке, но была возможна демонстрация в кинотеатрах «Синерама». Экран, оригинальный для системы, был изогнут меньше, и обеспечивал угол обзора всего в 120°, против 146° «Синерамы». Система была использована для съёмки только одного фильма «Парусник» (англ. Windjammer: The Voyage of the Christian Radich), который впоследствии демонстрировался, главным образом, по технологии «Синерамы». Наступление новых систем одноплёночного широкоформатного кинематографа привело к окончательному краху «Синемирэкл».

### Фильмография
- 1958 «Парусник» (англ. Windjammer)

## Thrillarama
Одна из самых малоизвестных панорамных систем называлась «Трилларама» (англ. Thrillarama) и использовала две 35-мм киноплёнки для создания панорамного изображения. При этом стык между двумя частями проходил по центру, что предопределило судьбу формата, выдержавшего всего несколько показов. Широкоэкранный формат «Синемаскоп» в своей первой версии давал изображение с близким соотношением сторон, но использовал одну киноплёнку, не дававшую стыка изображений. Бурное развитие анаморфированных широкоэкранных форматов прекратило развитие дешёвых версий панорамного кино.

## Система Карни-Смита
Дороговизна систем с несколькими киноплёнками приводила к постоянным попыткам создания панорамной киносистемы на одной 35-мм киноплёнке. Одной из таких попыток в 1959 году стала «Система Карни-Смита» (англ. Carney-Smith system), основанная на оптическом разделении широкоэкранного изображения на три части, которые затем компоновались на одном кадрике стандартной киноплёнки со стандартным шагом в 4 перфорации. Средняя, самая широкая часть с углом обзора в 90° располагалась во всю ширину в нижней части кадра. Две боковые части по 45° каждая располагались в двух верхних четвертях кадра над главной частью изображения. Для съёмки по такой системе были пригодны обычные киносъёмочные аппараты со специальной оптической системой вместо съёмочного объектива. При проекции все части изображения оптически «собирались» на сильно изогнутом экране в одно широкоэкранное. Такая система позволяла получить при съёмке горизонтальный угол обзора до 180° с соотношением сторон 4,4:1, но сильно уступала по качеству изображения «Синераме» из-за малой площади кадра. Был снят единственный экспериментальный фильм, но ни одна из киностудий так и не купила эту технологию, позже названную авторами «Ротоскоп» (англ. Rotoscope).

## Wonderama (Arc-120)
Эта киносистема, появившаяся в 1960 году, была компромиссом между анаморфированными широкоэкранными форматами и панорамными. Для создания фильмокопий «Вондерама» использовались негативы фильмов, снятых в форматах «Синемаскоп» или «Тодд-АО». Но при оптической печати изображение делилось по центральной вертикальной линии на две равные половины, которые поворачивались на 90° и печатались основаниями друг к другу на одном кадрике стандартной киноплёнки 35-мм. При печати с анаморфированного негатива изображение дезанаморфировалось, таким образом на кадре фильмокопии размером 25×18,3 мм располагались две части изображения, которые при обратном сложении давали кадр размером 36,6×12,5 мм с соотношением сторон 2,9:1. Для печати использовалась вся ширина киноплёнки между перфорациями, а магнитная двухканальная стереофонограмма наносилась на внешнюю кромку плёнки у перфорации.
Для проекции таких фильмокопий на изогнутый экран применялись обычные кинопроекторы со специальной оптической системой «АРК-прожекшн» (англ. Arc-projection), состоящей из призм и двух объективов.

## Гераклорама
Система, разработанная французом Ж. Урдио, и позволяющая получать с одной киноплёнки резкое изображение на всей площади сильно изогнутого экрана. Это достигалось за счёт использования проекционного объектива со специально подобранной нескорригированной аберрацией, искривляющей плоскость резкого изображения. Для предотвращения самозасветки экран выполнялся не цельным, а состоял из 1760 или более вертикальных дюралюминиевых полос особого профиля, покрытых отражающим составом. В результате свет отражался в сторону зрительного зала, не попадая на соседние участки экрана. В сентябре 1963 года в Брюсселе открылся первый кинотеатр «Мариньян», построенный по системе «Гераклорама». Хорда экрана цилиндрического профиля достигала в длину 16,5 метров при шестиметровой высоте. При этом могли демонстрироваться как широкоформатные, так и широкоэкранные фильмокопии, рассчитанные на обычные плоские экраны.

## Астрорама
Японская система, предусматривающая демонстрацию изображения на куполообразном экране с пяти 70-мм киноплёнок. Пять кинопроекторов создавали цельное изображение из пяти равных частей с криволинейными боковыми границами, сходящимися к центру купола. Съёмка велась специальной установкой, состоящей из пяти 35-мм киносъёмочных аппаратов «Mitchell». Полученное изображение затем печаталось оптическим способом с увеличением на 70-мм киноплёнке с шагом кадра в 8 перфораций. За счёт использования сверхширокоугольных съёмочных объективов и больших угловых размеров купольного экрана достигались углы обзора 360° по горизонтали и 220° по вертикали. Отдельные фрагменты фильмов этой системы выполнялись по полиэкранной технологии, когда частичные изображения содержат разные сюжеты.